# ICE Hockey League
Az ICE Hockey League, szponzori nevén win2day ICE Hockey League, vagy Osztrák Jégkorongliga (németül: Österreichische Eishockey-Liga); alapítva 1923-ban. Jelenlegi nevén ICEHL. Korábban a névszponzor után Erste Bank Eishockey Liga, rövidítve: EBEL; a legmagasabb szintű jégkorong bajnokság Ausztriában. A bajnokság alapszakaszának első három helyezettje szerepel a következő Champions Hockey League szezon kiírásában.

## Története
Az EBEL gyökerei 1923-ra nyúlnak vissza. Számtalan győztese volt története folyamán, akik ezzel hivatalosan elnyerték az osztrák bajnoki címet. 1936-ban, valamint 1939 és 1945 között nem rendezték meg a küzdelmeket. A második világháború alatt az osztrák csapatok versenyeztek ugyan, ám a német bajnokságban indultak. Emiatt büszkélkedhet az EK Engelmann Wien és a Vienna EV is német bajnok címmel.
A liga jelenlegi formájában az 1965 szezon óta működik.
A 2005-06-os szezonig kizárólag osztrák csapatok vettek részt a küzdelmekben. Azóta a liga tagjai közé felvett csapatokat Szlovéniából (először 2006-07-ben), Magyarországról (a 2007-08-as szezontól), Horvátországból (2009-10-es szezon), Csehországból (2011-12), és Olaszországból A nem ausztriai csapatok az "EBEL bajnoka" címért küzdenek, "Az osztrák bajnok" titulus ugyanis csak osztrák csapatnak járhat.
A liga a 2003-04-es szezonban kapta főszponzora után az Erste Bank Eishockey Liga nevet. A 2021-2022-es idénytől bet-at-home ICE Hockey League néven ismert a sorozat.
A 2021-2022-es szezonban a Hydro Fehérvár AV19 bejutott a sorozat döntőjében, ám ott 4-0 arányban alulmaradt a Salzburggal szemben.

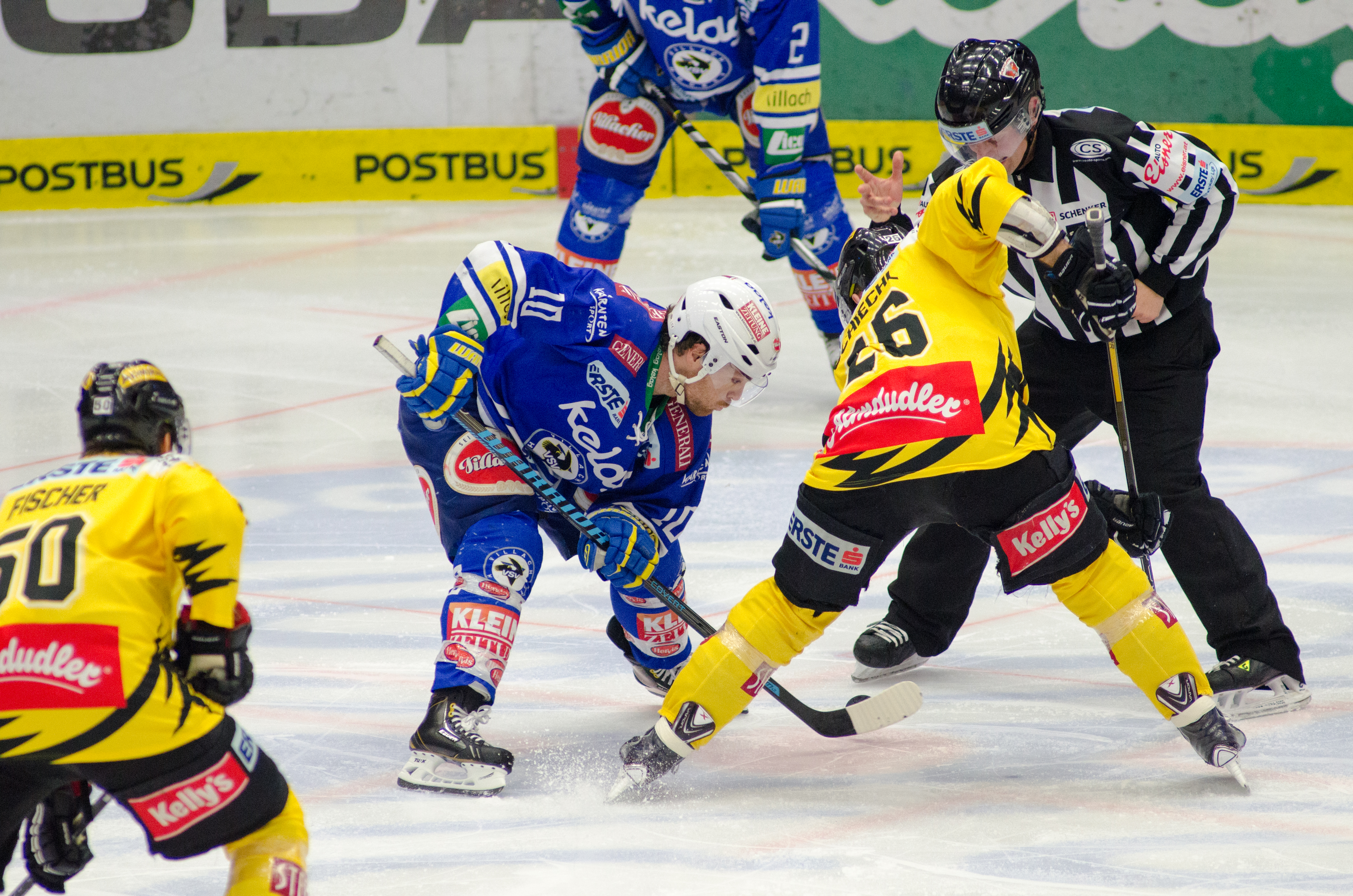
EC VSV - Vienna Capitals mérkőzés

## Résztvevők

### Jelenlegi csapatok
Jelenleg 13 klub részvételével zajlanak a küzdelmek. A nyolc osztrák klub mellett jelenleg egy szlovén, két magyar, és két olasz csapat vesz részt benne.
| Csapat                | Város                    | Jégcsarnok            | Férőhely | Alapítás |
| --------------------- | ------------------------ | --------------------- | -------- | -------- |
| Fehérvár AV19         | Székesfehérvár           | MET Aréna             | 6 000    | 1960     |
| EHC Black Wings Linz  | Linz                     | Linz AG Eisarena      | 3 800    | 1992     |
| Graz 99ers            | Graz                     | Eisstadion Liebenau   | 4 050    | 1999     |
| HC TWK Innsbruck      | Innsbruck                | TIWAG Arena           | 3 200    | 1994     |
| EC Klagenfurt         | Klagenfurt am Wörthersee | Stadthalle Klagenfurt | 5 500    | 1909     |
| HCB Südtirol Bolzano  | Bolzano                  | Sparkasse Arena       | 7 220    | 1933     |
| Ferencvárosi TC       | Budapest                 | Tüskecsarnok          | 2 540    | 1928     |
| EC Red Bull Salzburg  | Salzburg (Ausztria)      | Eisarena Salzburg     | 3 600    | 1977     |
| Vienna Capitals       | Bécs                     | Steffl Arena          | 7 022    | 2000     |
| EC Villacher SV       | Villach                  | Villacher Stadthalle  | 4 800    | 1923     |
| Pioneers Voralberg    | Feldkirch                | Vorarlberghalle       | 5 200    | 2022     |
| HK Olimpija Ljubljana | Ljubljana                | Tivoli Hall           | 6 800    | 2004     |
| HC Pustertal Wölfe    | Bruneck                  | Intercable Arena      | 3 100    | 1954     |

## Alapszakasz
A csapatok 44 mérkőzést játszanak. Minden páros négy alkalommal találkozik egymással, 2 hazai és 2 idegenbeli mérkőzésen.

## Középszakasz
A középszakaszban egy felsőházra(1.-6.), és egy alsóházra(7.-11.) oszlik fel a mezőny. Mindkét csoportban 1-1 meccset játszanak a csapatok egymással otthon és idegenben. Az alsóházból az első kettő csapat folytathatja a küzdelmeket, az ezek után utolsó három helyen álló klub kiesik. A felsőháznak csak a rájátszásbéli párosítások szempontjából van jelentősége.

## Rájátszás (Playoffs)
A 11 csapatból a középszakasz után 8 csapat kerül a rájátszásba. Két ágra osztva az 1. a 8. helyezettel, a 2. a 7. helyezettel, a 3. a 6. helyezettel és a 4. az 5. helyezettel játszik negyeddöntőt. A negyeddöntőt követi az elődöntő, majd a döntő. A rájátszásban a párosok az egyik fél 4. győzelméig játszanak.

## Korábbi bajnokok
- 1923 Wiener EV
- 1924 Wiener EV
- 1925 Wiener EV
- 1926 Wiener EV
- 1927 Wiener EV
- 1928 Wiener EV
- 1929 Wiener EV
- 1930 Wiener EV
- 1931 Wiener EV
- 1932 Pötzleinsdorfer SK
- 1933 Wiener EV
- 1934 Klagenfurter
- 1935 Klagenfurter
- 1936 Elmaradt szezon
- 1937 Wiener EV
- 1938 EK Engelmann
- 1939-1945 Elmaradt szezon
- 1946 EK Engelmann
- 1947 Wiener EV
- 1948 Wiener EV
- 1949 Wiener EG
- 1950 Wiener EG
- 1951 Wiener EG
- 1952 Klagenfurter
- 1953 Innsbrucker EV
- 1954 Innsbrucker EV
- 1955 Klagenfurter
- 1956 EK Engelmann
- 1957 EK Engelmann
- 1958 Innsbrucker EV
- 1959 Innsbrucker EV
- 1960 EC KAC
- 1961 Innsbrucker EV
- 1962 Wiener EV
- 1963 Innsbrucker EV
- 1964 EC Klagenfurt
- 1965 EC Klagenfurt
- 1966 EC Klagenfurt
- 1967 EC Klagenfurt
- 1968 EC Klagenfurt
- 1969 EC Klagenfurt
- 1970 EC Klagenfurt
- 1971 EC Klagenfurt
- 1972 EC Klagenfurt
- 1973 EC Klagenfurt
- 1974 EC Klagenfurt
- 1975 ATSE Graz
- 1976 EC Klagenfurt
- 1977 EC Klagenfurt
- 1978 ATSE Graz
- 1979 EC Klagenfurt
- 1980 EC Klagenfurt
- 1981 Villacher SV
- 1982 VEU Feldkirch
- 1983 VEU Feldkirch
- 1984 VEU Feldkirch
- 1985 EC Klagenfurt
- 1986 EC Klagenfurt
- 1987 EC Klagenfurt
- 1988 EC Klagenfurt
- 1989 Innsbrucker EV
- 1990 VEU Feldkirch
- 1991 EC Klagenfurt
- 1992 Villacher SV
- 1993 Villacher SV
- 1994 VEU Feldkirch
- 1995 VEU Feldkirch
- 1996 VEU Feldkirch
- 1997 VEU Feldkirch
- 1998 VEU Feldkirch
- 1999 Villacher SV
- 2000 EC Klagenfurt
- 2001 EC Klagenfurt
- 2002 Villacher SV
- 2003 Black Wings Linz
- 2004 EC Klagenfurt
- 2005 Vienna Capitals
- 2006 Villacher SV
- 2007 EC Red Bull Salzburg
- 2008 EC Red Bull Salzburg
- 2009 EC Klagenfurt
- 2010 EC Red Bull Salzburg
- 2011 EC Red Bull Salzburg
- 2012 Black Wings Linz
- 2013 EC Klagenfurt
- 2014 EC Red Bull Salzburg (Az EBEL-trófeát az olasz Südtirol Bolzano nyerte)
- 2015 EC Red Bull Salzburg
- 2016 EC Red Bull Salzburg
- 2017 Vienna Capitals
- 2018 EC Red Bull Salzburg (Az EBEL-trófeát az olasz Südtirol Bolzano nyerte)
- 2019 EC Klagenfurt
- 2020 A koronavírus-járvány miatt félbeszakították a bajnokságot.[4]
- 2021 EC Klagenfurt[5]
- 2022 EC Red Bull Salzburg
- 2023 EC Red Bull Salzburg
- 2024 EC Red Bull Salzburg
- 2025 EC Red Bull Salzburg

| Klub                 | Győztesek | Győzelem(győzelmek) éve(i) |
| -------------------- | --------- | --- |
| EC Klagenfurt        | 32        | 1934, 1935, 1952, 1955, 1960, 1964, 1965, 1966, 1967, 1968, 1969, 1970, 1971, 1972, 1973, 1974, 1976, 1977, 1979, 1980, 1985, 1986, 1987, 1988, 1991, 2000, 2001, 2004, 2009, 2013, 2019, 2021 |
| Wiener EV / EG       | 17        | 1923, 1924, 1925, 1926, 1927, 1928, 1929, 1930, 1931, 1937, 1947, 1948, 1949, 1950, 1951, 1962                                                                                                 |
| EC Red Bull Salzburg | 11        | 2007, 2008, 2010, 2011, 2014, 2015, 2016, 2018, 2022, 2023, 2024 |
| VEU Feldkirch        | 9         | 1982, 1983, 1984, 1990, 1994, 1995, 1996, 1997, 1998 |
| Innsbrucker EV       | 7         | 1953, 1954,1958, 1959, 1961, 1963, 1989 |
| Villacher SV         | 6         | 1981, 1992, 1993, 1999, 2002, 2006 |
| EK Engelmann         | 4         | 1938, 1946, 1956, 1957 |
| ATSE Graz            | 2         | 1975, 1978 |
| Black Wings Linz     | 2         | 2003, 2012 |
| Vienna Capitals      | 2         | 2005, 2017 |
| Pötzleinsdorfer SK   | 1         | 1932 |

## Részt vevő csapatok 1965 óta
2014/2015-ös szezonnal bezárólag
| Csapat                          | Részvételek száma | Első szezon | Utolsó szezon | Állapot / Jelenlegi liga                                       |
| ------------------------------- | ----------------- | ----------- | ------------- | -------------------------------------------------------------- |
| EC Klagenfurt                   | 50                | 1965/66     | –             | EBEL                                                           |
| EC Kitzbühel                    | 8                 | 1965/66     | 1972/73       | Tiroli tartományi liga                                         |
| Wiener EV                       | 30                | 1965/66     | 1999/2000     | Bécsi liga                                                     |
| Innsbrucker EV                  | 27                | 1965/66     | 1992/93       | megszűnt                                                       |
| ATSE Graz                       | 16                | 1966/67     | 1990/91       | újjáalakult, Nationalliga*                                     |
| VEU Feldkirch                   | 35                | 1967/68     | 2003/04       | Nationalliga*                                                  |
| EK Zell am See                  | 9                 | 1968/69     | 2001/02       | Nationalliga*                                                  |
| EC Pradl Innsbruck              | 1                 | 1969/70     | 1969/70       | megszűnt                                                       |
| Grazer AK                       | 1                 | 1970/71     | 1970/71       | megszűnt, a klub egyéb szakosztályai (pl. labdarúgás) működnek |
| WAT Stadlau                     | 10                | 1971/72     | 1984/85       | megszűnt, a klubnak Judo szakosztálya működik                  |
| HC Salzburg                     | 10                | 1972/73     | 1981/82       | megszűnt                                                       |
| Kapfenberger SV                 | 18                | 1973/74     | 2001/02       | Nationalliga*                                                  |
| Villacher SV                    | 38                | 1977/78     | –             | EBEL                                                           |
| CE Wien                         | 3                 | 1980/81     | 1995/96       | megszűnt                                                       |
| EHC Lustenau                    | 12                | 1981/82     | 2002/03       | Nationalliga*                                                  |
| Grazer SV                       | 2                 | 1983/84     | 1984/85       | megszűnt                                                       |
| EC Salzburg                     | 2                 | 1986/87     | 1987/88       | megszűnt                                                       |
| GEV Innsbruck                   | 1                 | 1988/89     | 1988/89       | megszűnt                                                       |
| EC Graz                         | 7                 | 1991/92     | 1997/98       | megszűnt                                                       |
| EV Zeltweg                      | 3                 | 1994/95     | 2000/01       | Stájerországi Elitliga                                         |
| EC Ehrwald                      | 1                 | 1994/95     | 1994/95       | Tiroli tartományi liga                                         |
| EHC Black Wings Linz            | 15                | 2000/01     | –             | EBEL                                                           |
| TWK HC Innsbruck                | 12                | 2000/01     | 2008/09*      | EBEL                                                           |
| DEK Schellander                 | 1                 | 2000/01     | 2000/01       | Karintiai Jégkorong Liga                                       |
| Graz 99ers                      | 15                | 2000/01     | –             | EBEL                                                           |
| Vienna Capitals                 | 14                | 2001/02     | –             | EBEL                                                           |
| EC Salzburg                     | 11                | 2004/05     | –             | EBEL                                                           |
| HK Jesenice                     | 6                 | 2006/07     | –             | szlovén bajnokság                                              |
| HDD Telemach Olimpija Ljubljana | 8                 | 2007/08     | –             | EBEL                                                           |
| Fehérvár AV19                   | 8                 | 2007/08     | –             | EBEL                                                           |
| KHL Medveščak Zagreb            | 4                 | 2009/10     | –             | KHL                                                            |
| Orli Znojmo                     | 4                 | 2011/12     | –             | EBEL                                                           |
| Dornbirner EC                   | 3                 | 2012/13     | –             | EBEL                                                           |

*osztrák másodosztály 
(3 szezon Nationalliga részvétel után újra EBEL résztvevő)

## Nézettség
| Szezon  | Átlagos nézőszám | Helyezés | Legnézettebb csapat     |
| ------- | ---------------- | -------- | ----------------------- |
| 2021–22 | 1333             | 10.      | Vienna Capitals (1971)  |
| 2022–23 | 2 343            | 8.       | Vienna Capitals (3 906) |
| 2023–24 | 2 631            | 9.       | Vienna Capitals (4 148) |
| 2024–25 | 2 986            | 8.       | Vienna Capitals (4 715) |